# La Faloise
La Faloise (picardisch: Faloèse) ist eine nordfranzösische Gemeinde mit 215 Einwohnern (Stand 1. Januar 2022) im Département Somme in der Region Hauts-de-France. Die Gemeinde liegt im Arrondissement Montdidier, ist Teil der Communauté de communes Avre Luce Noye und gehört zum Kanton Ailly-sur-Noye.

## Geographie
Die Gemeinde liegt im Tal der Noye, die hier von der Départementsstraße D109 gequert wird und sich im Ortszentrum am linken Ufer mit der Départementsstraße D193 kreuzt, rund 8 km südlich von Ailly-sur-Noye und 9 km von Breteuil im Département Oise. Im Westen wird das Gemeindegebiet durch den Verlauf einer früheren Straße des Systems der Chaussée Brunehaut begrenzt. Die Bahnstrecke Paris–Lille verläuft durch den östlich der Noye gelegenen Teil der Gemeinde, sie besitzt hier einen Haltepunkt. Durch La Faloise verläuft die Méridienne verte.

## Geschichte

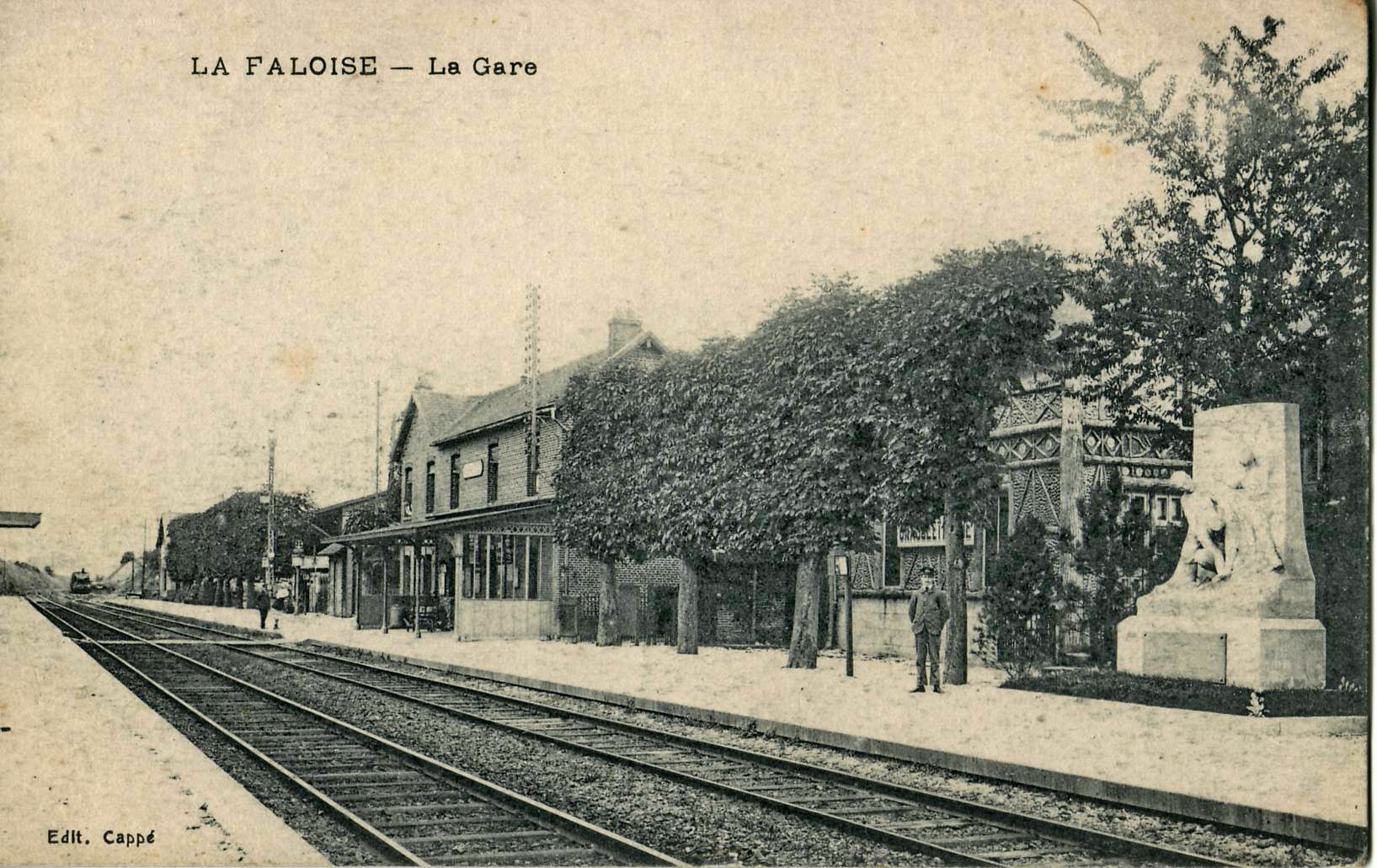
Der Bahnhof (Aufnahme vor dem Ersten Weltkrieg)

Die Gemeinde ist um ein Schloss aus dem 13. Jahrhundert entstanden. In der Mitte des 16. Jahrhunderts kam die Herrschaft an das Haus Bourbon-Condé. Ein Teil der Bevölkerung fiel 1668 der Pest zum Opfer. Nach der französischen Revolution wurde La Faloise durch die Produktion von Nägeln bekannt. 1940 wurde die Kirche niedergebrannt.

## Einwohner
| 1962 | 1968 | 1975 | 1982 | 1990 | 1999 | 2006 | 2010 |
| ---- | ---- | ---- | ---- | ---- | ---- | ---- | ---- |
| 224  | 248  | 207  | 184  | 210  | 210  | 235  | 231  |

## Verwaltung
Bürgermeister (maire) ist seit 2001 Jean-Claude Leclabart.

## Sehenswürdigkeiten

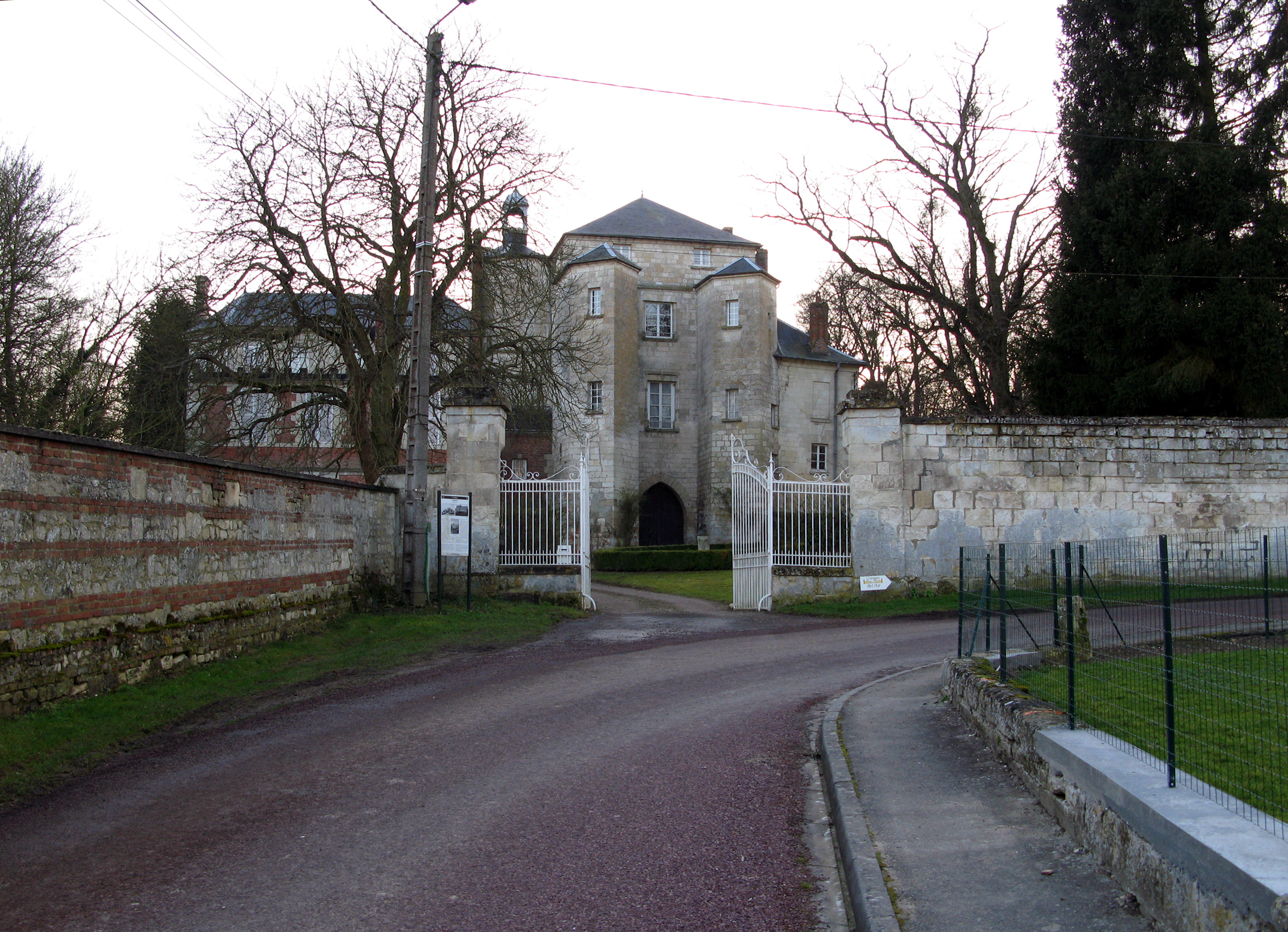
Schloss

- Die im 19. Jahrhundert umgebaute Mariä-Geburts-Kirche aus dem 16. Jahrhundert.
- Schloss aus dem 19. Jahrhundert mit einem Pavillon aus dem 15. Jahrhundert und einem Park
- Kriegerdenkmal aus dem Jahr 1922; die Skulptur stellt einen Torfstecher dar
- Kapelle Notre-Dame de la Compassion